# Rinvio dei fiocchi
Il rinvio dei fiocchi è un passacavo mobile (carrello), o una serie di passacavi, che rimanda la scotta dal punto di scotta al verricello o strozzatore corrispondente, così che ogni fiocco o vela di prua possa avere il migliore angolo di scotta e permette inoltre di mantenere costante l'angolo di arrivo della scotta sulla campana (e quindi di trazione) per tutti i fiocco.
La regolazione del punto di scotta, grazie a rinvii di scotta multipli o mobili, permette un'adeguata svergolazione della vela di prua. Normalmente, il punto di scotta è corretto se il tell-tales (filetti) di entrata del fiocco sopravento sventano tutti insieme a seguito di un'orzata.
Il suo dimensionamento dipende dal carico massimo sulla scotta del fiocco (normalmente con il fiocco da vento più forte) e dall'angolo di ingresso.
Carico sulla scotta (kg)= Supvelica(m^2)*v^2(nodi)*0.02104
Raddoppiando il carico di scotta, normalmente, si è in sicurezza (però dipende caso per caso).